# Cyhi the Prynce
Cyhi the Prynce, typographié CyHi the Prynce, de son vrai nom Cydel Young, né le 15 septembre 1984 à Stone Mountain, en Géorgie, est un rappeur américain. Il est actuellement signé aux labels Konvict Muzik d'Akon, GOOD Music de Kanye West, et BuVision de Bu Thiam. Young participe à l'album à succès de West, My Beautiful Dark Twisted Fantasy (2010), et compte neuf mixtapes, la dernière étant BHP II: NAACP (2015).

## Biographie

### Débuts (2010–2011)
Young attire l'intérêt des majors en 2010 après sa collaboration au label de Kanye West,. Young explique que la chanteuse Beyoncé, amie de West et compagne de son mentor, Jay-Z, a convaincu Kanye West de le signer à GOOD Music.
Il enregistre sa deuxième mixtape, Royal Flush II, avec le producteur CPK, et souhaite travailler avec d'anciens collaborateurs comme J.U.S.T.I.C.E. League, No I.D., Kanye West, ainsi que DJ Toomp, The Alchemist et Just Blaze. Young publie sa troisième mixtape, Jack of All Trades, en 2011, qui annonce son premier album studio sous le titre Hardway Musical.

### Cruel Summer(2012)
Young participe à la compilation de GOOD Music Cruel Summer, publiée le 18 septembre 2012. Young participe à deux chansons : The Morning avec Raekwon, Common, Pusha T, 2 Chainz, Kid Cudi, et D'Banj, et à Sin City avec John Legend, Teyana Taylor, Malik Yusef, et Travi$ Scott. Le 29 janvier 2013, il publie sa cinquième mixtape, Ivy League: Kick Back. La tape fait participer 2 Chainz, B.o.B, Travis Porter, Yelawolf, Childish Gambino, Trae tha Truth et Bobby V. Ne participant pas à Yeezus de Kanye West, Young est crédité sur presque toutes les chansons. En 2013, CyHi continue toujours à préparer son album Hardway Musical.

### L.I.O.N.(depuis 2015)
En août 2015, aucune date n'est encore annoncée pour la sortie de l'album de CyHi. Frustré de cette situation, et après avoir été renvoyé de Def Jam Recordings, il publie une diss song intitulée Elephant in the Room, visant G.O.O.D. Music, son propriétaire Kanye West, Pusha T et Teyana Taylor. Sur la chanson, il parle du report de date de son album et menace même Kanye.
CyHi explique en réalité qu'il ne s'agissait pas d'une diss, mais plutôt d'insultes dans le style d'Eminem face à Dr. Dre. Un album intitulé L.I.O.N. est annoncé et attire l'intérêt médiatique.